# Hephathus tshakaranus
Hephathus tshakaranus är en insektsart som beskrevs av Dlabola 1957. Hephathus tshakaranus ingår i släktet Hephathus, och familjen dvärgstritar. Inga underarter finns listade.